# Karabinek wz. 29
Karabinek wz. 29 (kbk wz. 29) – polski karabinek (karabin krótki) powtarzalny z zamkiem czterotaktowym, kalibru 7,9 mm. Opracowany w dwudziestoleciu międzywojennym w oparciu o konstrukcję systemu Mausera.
Według założeń konstrukcyjnych z przełomu lat 20. i 30. XX wieku był to karabin krótki – broń uniwersalna przeznaczona nie tylko dla kawalerii, lecz także dla piechoty. Karabinek wz. 29 był bronią krótszą, poręczniejszą i lżejszą od tradycyjnego karabinu, o mniejszym jednak praktycznym zasięgu strzału. Konstrukcja karabinka bliska była innym karabinom krótkim systemu Mausera z tego okresu, takim jak czechosłowacki karabinek vz. 24, belgijski M1924/30 oraz niemiecki Kar 98k. Do używania z karabinkiem wz. 29 przystosowany był bagnet wz. 29.
Produkcję karabinka rozpoczęto w roku 1930 w Fabryce Broni w Radomiu. W połowie lat trzydziestych, na skutek zmiany koncepcji w Wojsku Polskim, piechotę ponownie uzbrojono w karabiny wz. 98. Wycofane karabinki wz. 29, obok karabinków wz. 98 trafiły do uzbrojenia innych jednostek, m.in. kawalerii, artylerii i jednostek saperskich. Jego produkcję kontynuowano jednak aż do roku 1939.

## Historia konstrukcji
Po odzyskaniu przez Polskę niepodległości tworzące się Wojsko Polskie dysponowało 24 różnymi modelami karabinów i 22 modelami karabinków. Używano m.in. karabinów francuskich, angielskich, niemieckich, austro-węgierskich, rosyjskich, a nawet japońskich i amerykańskich. Już w pierwszych latach niepodległości zajęto się ujednoliceniem wyposażenia Wojska Polskiego w karabiny. Początkowo zastanawiano się nad przyjęciem francuskich karabinów Lebel lub Berthier.
Sytuacja zmieniła się na początku lat 20. XX wieku. Rada Ambasadorów uchwałą z 10 marca 1921 roku nakazała przekazanie Polsce maszyn i urządzeń, dokumentacji oraz dużych zapasów surowcowych z byłego pruskiego Arsenału Królewskiego w Gdańsku, gdzie w czasie I wojny światowej produkowano karabiny Mauser Gew98. Taki obrót sprawy spowodował, że ostatecznie Wojsko Polskie jako podstawowy karabin wybrało Gew98 (pod oznaczeniem karabin wz. 98).
Otrzymane maszyny i urządzenia przewieziono do Warszawy, gdzie powstała następnie Państwowa Fabryka Karabinów. Wytwórnia rozpoczęła już w lipcu 1922 roku produkcję karabinów wz. 98. Jednakże produkcję zakończono w roku 1924 po wyprodukowaniu ok. 22 tys. karabinów. Powodem była zmiana koncepcji uzbrojenia piechoty. W połowie lat 20. XX wieku w wielu państwach pojawił się trend przezbrajania piechoty z długich karabinów na poręczniejsze i krótsze karabinki, określane też czasem mianem karabinów krótkich.
Wobec tego w roku 1924 w Polsce opracowano wersję karabinka opartą na niemieckim Kar 98a (AZ). Produkcję polskiej wersji karabinka Mauser (polskie oznaczenie: karabinek wz. 98) rozpoczęto w roku następnym. Polski karabinek w porównaniu do niemieckiego pierwowzoru miał m.in. inną konstrukcję koźlika oraz celownika, a także inny kształt trzewika kolby. Szybko okazało się, że broń ta ma pewne wady przejęte od niemieckiego pierwowzoru. W zamyśle niemieckich konstruktorów Kar 98a projektowany był jako broń dla oddziałów pomocniczych. Jedną z jego głównych wad były problemy w prowadzeniu ognia po założeniu bagnetu, gdyż jego nasada kończyła się zaledwie 15 cm od wylotu lufy. Powodowało to, że bagnet zamocowany był niestabilnie, a ponadto drewniane okładziny bagnetu narażone były na ogień wylotowy. Wady te nie były tak istotne w przypadku oddziałów pomocniczych i tyłowych, jednakże w przypadku liniowej piechoty miały duże znaczenie. Do innych wad polskich karabinków wz. 98 należały też niedostateczna zamienność części oraz duży odrzut wpływający ujemnie na celność strzelania.
Karabinki wz. 98 produkowano w latach 1925–1931 w Państwowej Wytwórni Karabinów w Warszawie (ok. 190 tys. sztuk) oraz w latach 1927–1931 w Państwowej Fabryce Broni w Radomiu (ok. 158 tys. sztuk).
W roku 1928 rozpoczęto prace nad opracowaniem nowego karabinka, który nie posiadałby wad kbk wz. 98. Dla nowej broni, oznaczonej jako karabinek wz. 29, przewidziano m.in. lufę o nowej konstrukcji oraz inne mocowanie bagnetu. Prace konstrukcyjne zakończono w 1929 roku, zaś w roku następnym rozpoczęto produkcję w Fabryce Broni w Radomiu.
Nieco wcześniej podobna konstrukcja powstała w Czechosłowacji. Mowa tu o karabinku vz. 24, który od połowy lat 20. XX wieku stał się przepisową bronią długą czechosłowackiej armii. Sylwetka czechosłowackiego karabinku vz. 24 była podobna do polskiego karabinka wz. 29.
Głównym użytkownikiem karabinków wz. 29 było Wojsko Polskie, któremu dostarczono co najmniej 264 000 sztuk tej broni. Policja Państwowa również otrzymała karabinki wz. 29 – 340 sztuk.

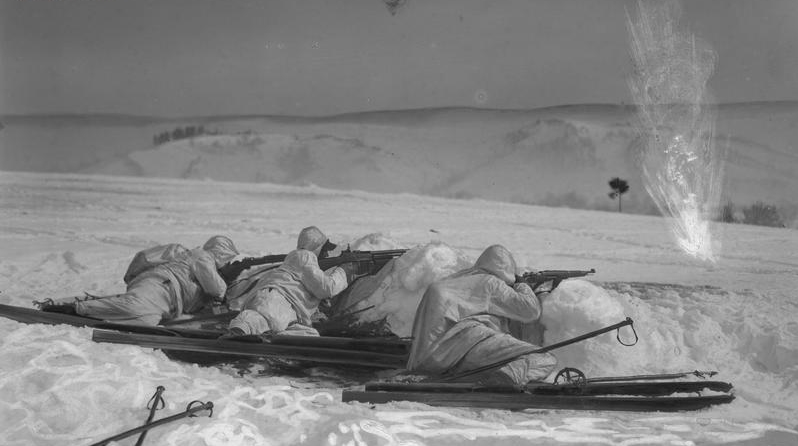
Zimowe ćwiczenia pod Kołomyją. Na stanowisku ogniowym sekcja rkm. Żołnierze uzbrojeni w karabinki wz. 29.

Na przełomie lat 1930/1931 w Wojsku Polskim nastąpiła kolejna zmiana założeń taktycznych walki piechoty. Uznano wówczas, że żołnierze piechoty powinni mieć możliwość prowadzenia skutecznego ognia z broni przepisowej na odległość do 1000–1500 m, co wymagało ponownego wprowadzenia długich karabinów w miejsce karabinków. Wobec tego w roku 1934 podjęto decyzję o przywróceniu produkcji karabinów wz. 98 (co nastąpiło dwa lata później) i przezbrojeniu w nie żołnierzy kompanii strzeleckich piechoty. Karabinki wz. 29 obok karabinków wz. 98 pozostały m.in. na uzbrojeniu pododdziałów funkcyjnych (np. sekcje ciężkich i ręcznych karabinów maszynowych, granatników), oddziałów artylerii, saperów oraz kawalerii.
Oprócz tego za pośrednictwem spółki SEPEWE wyeksportowano ponad 140 000 karabinków, głównie do republikańskiej Hiszpanii w czasie trwającej tam wojny domowej. Karabinki produkowane na eksport czasem oznaczano jako wz. 29e (e – od słowa eksport), ponadto nie posiadały one oznaczeń producenta na komorach zamkowych.
Doświadczenia kampanii wrześniowej wykazały, że karabinki wz. 29 parametrami były bliskie niemieckim karabinom Kar98k, zaś po jej zakończeniu obok innych karabinków i karabinów systemu Mausera znalazły się na wyposażeniu partyzantki.
Po zakończeniu kampanii wrześniowej znaczne ilości polskiej broni dostały się w ręce Niemców oraz Sowietów. Zarówno Wehrmacht, jak i Armia Czerwona zdobyte karabinki wz. 29 wykorzystały do uzbrojenia swoich żołnierzy. W armii niemieckiej karabinki wz. 29 otrzymały oznaczenie Gewehr 298(p) – G298(p).

## Opis konstrukcji
Karabinek wz. 29 był indywidualną bronią powtarzalną wyposażoną w zamek czterotaktowy, ślizgowo-obrotowy. Ryglowanie odbywało się za pomocą trzech rygli: dwóch głównych w przedniej części trzonu zamka i jednego pomocniczego w jego tylnej części, tak jak w przypadku karabinu Mauser Gew98. Zamek składał się z: trzonu zamkowego z rączką zakończoną kulistą gałką, zameczka, kurka bezpiecznika skrzydełkowego, iglicy, sprężyny iglicznej, wyciągu oraz zapadki. Karabinek miał długość całkowitą równą 1100 mm oraz masę 3,9 kg.
W porównaniu do kbk wz. 98 produkcji polskiej nowy karabinek różnił się m.in. posiadaniem łoża i nakładki lufy krótszych o 75 mm, posiadaniem podstawy do rozkładania zamka (tzw. „babki”) umieszczonej na kolbie, wyposażeniem w wycior chowany w łożu (które w związku z tym posiadało otwór i odpowiednie wyżłobienia), brakiem koźlika, innym kształtem bączka tylnego oraz wzmocnieniem komory zamkowej polegającym na zastosowaniu większej komory „karabinowej” (z dodatkowym przetoczeniem górnej części komory ryglowej) w miejsce mniejszej „karabinkowej”. Od karabinków kbk wz. 98 produkcji niemieckiej (Kar98a (AZ)) nowy karabinek różnił się zewnętrznie m.in. brakiem koźlika, prostą rączką zamkową (rączka zamkowa karabinka niemieckiego była zagięta pod kątem prostym w dół, gałka ścięta od wewnątrz i moletowana), brakiem otworu na pas nośny w kolbie, innym kształtem bączków i trzewika, niektóre egzemplarze Kar98a (AZ) nie posiadały też „babki”. Ponadto części karabinków wz. 29 miały większą tolerancję wymiarową, co zapewniało wymienność elementów.
Lufa karabinka wz. 29 kalibru 7,9 mm była gwintowana, z czterema bruzdami prawoskrętnymi. Miała ona długość 600 mm. Wykonana była z opracowanego w Polsce, nowego stopu stali węglowej, dzięki czemu charakteryzowała się dużą wytrzymałością, wynoszącą około 10 000 strzałów.
Łoże i kolba były jednolite, wykonane z drewna bukowego. Na dolnej krawędzi kolby umieszczone było strzemiączko do pasa nośnego. Stopkę kolby osłonięto stalowym trzewikiem. W celu obniżenia kosztów produkcji w okresie międzywojennym prowadzono próby z łożami wykonanymi ze sklejki bakelitowej. Nie osiągnięto zadowalających rezultatów, jednak w późniejszym okresie z powodzeniem wprowadzono łoża klejone z dwóch części.
W łożu pod zamkiem znajdował się stały, dwurzędowy magazynek pudełkowy, niewystający z łoża. Mieścił on 5 naboi. Przyrządy celownicze składały się z pryzmatycznej muszki oraz celownika krzywkowego z krzywizną w podstawie. 
Do karabinka wz. 29 stosowano bagnet wz. 29 z pierścieniem jelca. Dzięki pierścieniowi bagnet pewnie opierał się o lufę.
Karabinek wyposażony był w wycior prętowy, z główką i otworem na kwacz, chowany w łożu. Do przenoszenia broni służył pas ze strzemieniem i sprzączką, o regulowanej długości.
Jednostka ognia (JO) do karabinka wz. 29 wynosiła 30 naboi 7,9 × 57 mm Mauser, w tym 29 z pociskiem „S” (lekkim) i 1 z pociskiem P (przeciwpancernym). Amunicję przenoszono w typowych skórzanych, potrójnych ładownicach wzoru niemieckiego. Jedna potrójna ładownica mieściła 45 załódkowanych naboi (po 15 w każdej z komór). Żołnierz zależnie od pełnionej funkcji miał na pasie jedną lub dwie takie ładownice. Wykonywano je ze skóry garbowanej, w naturalnym, lekko brązowym kolorze. Wyjątkiem było lotnictwo oraz Marynarka Wojenna, gdzie używano ładownic czernionych.

## Karabinek wz. 1898/29
Karabinek wz. 1898/29 powstał przez modyfikację niemieckich i polskich karabinków wz. 98 z zastosowaniem elementów karabinku wz. 29. Przebudowa obejmowała wymianę łoża, nakładki oraz innych mniejszych elementów. Cechą charakterystyczną odróżniającą karabinek wz. 1898/29 od wz. 29 była mniejsza komora ryglowa występująca w połączeniu z pierścieniem nakładki.
Przebudowy karabinków odbywały się w Zbrojowni nr 2 w Warszawie. Liczba przerobionych egzemplarzy była jednak niewielka, co wynikało z wysokiego kosztu przeróbki – cena przebudowy dwóch karabinków wz. 1898 była bliska cenie nowego karabinka wz. 29.

## Karabinek KP-32
W roku 1927 powstał projekt utworzenia na Politechnice Warszawskiej Katedry Wojskowej, która miała zająć się kształceniem specjalistów z zakresu budowy broni. Ostatecznie z powodu małych funduszy powstała tylko Sekcja Uzbrojenia przy Wydziale Mechanicznym PW. W roku akademickim 1930/1931 jeden z absolwentów tej sekcji Józef Maroszek otrzymał temat pracy dyplomowej – „Uproszczenie technologiczne karabinu krajowej produkcji”. Zdecydował on zająć się karabinkiem wz. 29.
Promotorem pracy był ówczesny wicedyrektor Fabryki Karabinów w Warszawie, A. Karczewski. Pozytywnie ocenił on pracę Maroszka i w ramach odbywanego stażu w Fabryce Karabinów umożliwił mu wykonanie prototypu. Model karabinka powstał w grudniu 1931 roku.
Nowy karabinek wyróżniał się uproszczoną technologią wykonania zamka, co zainteresowało przedstawicieli Ministerstwa Spraw Wojskowych. W kolejnych latach przeprowadzono badania i testy porównawcze z karabinkami wz. 98 i wz. 29. Wykazały one, że KP-32 m.in. ma lepiej położony środek ciężkości, wygodniejszy kształt kolby oraz większą celność.
Ujawniły się także wady, m.in.: mała odporność zamka na zanieczyszczenia, szybkie zużywanie się części mechanizmu oraz zła konstrukcja celownika. Konstruktor stwierdził, że wady i usterki są łatwe do usunięcia. Mimo to z nieznanych przyczyn nie zrobiono tego i ostatecznie nie podjęto produkcji seryjnej.

## Gewehr G29/40
Po zakończeniu kampanii wrześniowej w ręce niemieckie dostały się części oraz elementy polskich karabinów i karabinków zgromadzone w Fabryce Broni w Radomiu. Elementy takie jak: komory zamkowe, zamki oraz pudełka magazynka z zespołem donośnika i kabłąkiem przekazano do fabryki broni Steyr w Austrii.
Części i elementy te wykorzystano potem przy budowie karabinków w konfiguracji Kar98k. Broń zbudowana z użyciem polskich części pochodzących z karabinka wz. 29 otrzymały oznaczenie niemieckie Gewehr G29/40 (Gew. 29/40). Do roku 1942 wyprodukowano ponad 400 000 takich karabinków. Głównymi ich użytkownikami było Kriegsmarine oraz Luftwaffe.
Cechą charakterystyczną dla Gew. 29/40 były bicia na komorach zamkowych. W egzemplarzach wyprodukowanych w roku 1939 na komorach zamkowych oprócz roku produkcji znajdowały się: napis FB RADOM, orzeł w koronie oraz wybita liczba 660, która była kodowym oznaczeniem producenta (Steyr-Daimler-Puch). Na lewej ściance komory zamkowej poziomą linią przekreślano wz., a także do 29 dodawano /40. Od roku 1940 wybijano tylko rok produkcji, kod 660 oraz na boku komory G. 29/40.

## Użytkownicy
- Polska
- Afganistan – 100
- Arabia Saudyjska – 13000
- Republika Chińska – 12450
- Hiszpania (republikanie) – 95894
- Hiszpania (nacjonaliści)[c]
- III Rzesza[c]
- Palestyna – 1697
- ZSRR[c]